# The Hills (Texas)
The Hills é uma aldeia localizada no estado norte-americano do Texas, no Condado de Travis.

## Demografia
Segundo o censo norte-americano de 2000, a sua população era de 1492 habitantes.
Em 2006, foi estimada uma população de 2062, um aumento de 570 (38.2%).

## Geografia
De acordo com o United States Census Bureau tem uma área de 2,8 km², dos quais 2,8 km² cobertos por terra e 0,0 km² cobertos por água.

## Localidades na vizinhança
O diagrama seguinte representa as localidades num raio de 12 km ao redor de The Hills.